# Sjuttiotalisterna
Sjuttiotalisterna är en samlande benämning på de idealistiska och naturalistiska svenska författare som debuterade på 1870-talet, bland andra Carl Snoilsky, Viktor Rydberg och Carl David af Wirsén.